# Voetbalkampioenschap van Lübeck-Mecklenburg 1924/25
In 1924/25 werd het derde voetbalkampioenschap van Lübeck-Mecklenburg gespeeld, dat georganiseerd werd door de Noord-Duitse voetbalbond. 
Schweriner FC 03 werd kampioen en plaatste zich voor de Noord-Duitse eindronde. De club verloor in de eerste ronde met 2-6 van Altonaer FC 1893. 
SV Phönix Lübeck en Lübecker BV 03 fusioneerden tot Lübecker BV Phönix 1903.

## Bezirksliga
| Plaats | Club                    | Wed. | W  | G | V  | Saldo | Ptn   |
| ------ | ----------------------- | ---- | -- | - | -- | ----- | ----- |
| 1.     | Schweriner FC 03        | 14   | 12 | 0 | 2  | 51:19 | 24:4  |
| 2.     | Lübeck BV Phönix 1903   | 14   | 9  | 0 | 5  | 42:23 | 18:10 |
| 3.     | VfR Lübeck              | 14   | 8  | 0 | 6  | 39:28 | 16:12 |
| 4.     | Lübecker SV 1913        | 14   | 7  | 1 | 6  | 20:18 | 15:13 |
| 5.     | Oldesloer SV            | 14   | 5  | 1 | 8  | 25:36 | 11:17 |
| 6.     | Rostocker FC 1895       | 14   | 5  | 0 | 9  | 24:44 | 10:18 |
| 7.     | VfL Schwerin            | 14   | 4  | 2 | 8  | 14:28 | 10:18 |
| 8.     | FC Germania 1904 Wismar | 14   | 4  | 0 | 10 | 21:40 | 8:20  |

|  | Kampioen, geplaatst voor Noord-Duitse eindronde |
|  | Deelname promotie/degradatie eindronde          |

Germania Wismar speelde een eindronde met Parchimer SC en VfL Eutin, er zijn geen resultaten meer bekend, enkel dat Wismar het behoud kon verzekeren. 